# Samuel Strohmeyer
Samuel Strohmeyer (geboren vor 1636; gestorben nach 1657) war ein deutscher Musiker und Instrumentenbauer.

## Leben
Samuel Strohmeyer trat inmitten des Dreißigjährigen Krieges in die von dem Landesherrn des Herzogtums Calenberg Herzog Georg im selben Jahr 1636 gegründete Hofkapelle ein.
Wohl auf Anregung des Kapellmeisters Heinrich Schütz wurden „etzliche musicalische Bücher behufs Hofcapelle“ gekauft und 1640/41 das Instrumentarium vergrößert: Laut den Kammerrechnungen von 1641 lieferte Strohmeyer für 3 Taler ein Fagott und besserte für 3 Taler und 6 Groschen ein „Clafzimbel“ (Cembalo) aus.
Mit dem Titel als herzoglicher Hofmusiker des wurde Strohmeyer letztmals 1647 in Hannover genannt.
1657 führte Strohmeyer zur Maigrafenritt-Zusammenkunft in Hildesheim „auf dem Neuenhause auf dem Rathsstalle“ einen Gambisten ein.